# Reid Ridge
Reid Ridge ist ein schmaler, felsiger und rund 1700 m hoher Gebirgskamm im ostantarktischen Viktorialand. Er ragt an der Westflanke der Mündung des Cambridge-Gletschers in den Mackay-Gletscher auf.
Das Advisory Committee on Antarctic Names benannte ihn 1965 nach John R. Reid Jr., Glaziologe auf der Station Little America V von 1959 bis 1960.